# Ульяновка (Переяслав-Хмельницкий район)
Ульяновка (укр. Улянівка) — село, входит в Переяслав-Хмельницкий район Киевской области Украины.
Население по переписи 2001 года составляло 594 человека. Почтовый индекс — 08471. Телефонный код — 4567. Занимает площадь 2,3 км².

## Местный совет
08471, Київська обл., Переяслав-Хмельницький р-н, с.Улянівка, вул.Леніна,60а, тел. 3–02-49  (укр.)